# Alexandra Agiurgiuculese
Alexandra Ana Maria Agiurgiuculese (née le 15 janvier 2001 à Iași, en Roumanie) est une gymnaste italienne, spécialiste de gymnastique rythmique et sportive.

## Carrière
Ses parents roumains s’installent en Italie à l’été 2010 et elle réside à Udine où elle est entraînée par une Slovène.
Elle remporte la médaille de bronze lors des Championnats du monde 2018 au ballon et au concours général par équipes.
Elle est médaillée d'argent par équipe aux Championnats du monde de gymnastique rythmique 2021.